# Hovedorganisationernes Informations- og Propagandaafdeling
Hovedorganisationernes Informations- og Propagandaafdeling (forkortet HIPA) var en socialdemokratisk organisation stiftet i 1935 for med propaganda og privat efterretningsvirksomhed at modarbejde kommunistisk og nazistisk indflydelse i arbejderbevægelsen og det danske samfund generelt.
HIPA havde baggrund i den i 1933 oprettede "Hovedorganisationernes Agitationskomite", men fik efter Socialdemokratiets kongres i Aalborg i 1935 tilført forøgede ressourcer.
I 1941 blev HIPA nedlagt efter tysk pres.